# Gabriel Jesus
Gabriel Fernando de Jesus (* 3. dubna 1997 São Paulo) je brazilský profesionální fotbalista, který hraje na pozici útočníka za anglický klub Arsenal FC a za brazilský národní tým. Pro své mimořádné driblérské i střelecké schopnosti bývá řazen k největším talentům současného brazilského fotbalu.

## Klubová kariéra
Pochází z chudinského předměstí São Pauloa Jardim Peri, prošel řadou amatérských klubů, až ho roku 2013 koupili Palmeiras. Gabriel Jesus s tímto týmem vyhrál Copa do Brasil 2015 a byl odborníky zvolen nejlepším nováčkem Campeonato Brasileiro Série A.
O příchod nadaného hráče projevila zájem řada evropských velkoklubů, například Real Madrid nebo Manchester City FC. V lednu 2017 se stal hráčem Manchesteru City.
Jesus se stal hrdinou osmifinálového dvojutkání v rámci Ligy mistrů mezi Manchesterem City a Realem Madrid. V únoru 2020 v prvním utkání na půdě Realu dostal přednost před Sergiem Agüerem a vstřelil gól, kterým pomohl k venkovní výhře 2:1. Do odvety navíc nepřímo pomohl tím, že po faulu na něj obdržel červenou kartu kapitán a stoper Sergio Ramos. Fotbal následně pozastavila pandemie covidu-19 a oba týmy se střetly až na začátku srpna. Byl to znovu Gabriel Jesus, kdo v absenci Agüera střílel góly a jedním takovým pomohl vyhrát 2:1 i domácí klání.

## Reprezentační kariéra

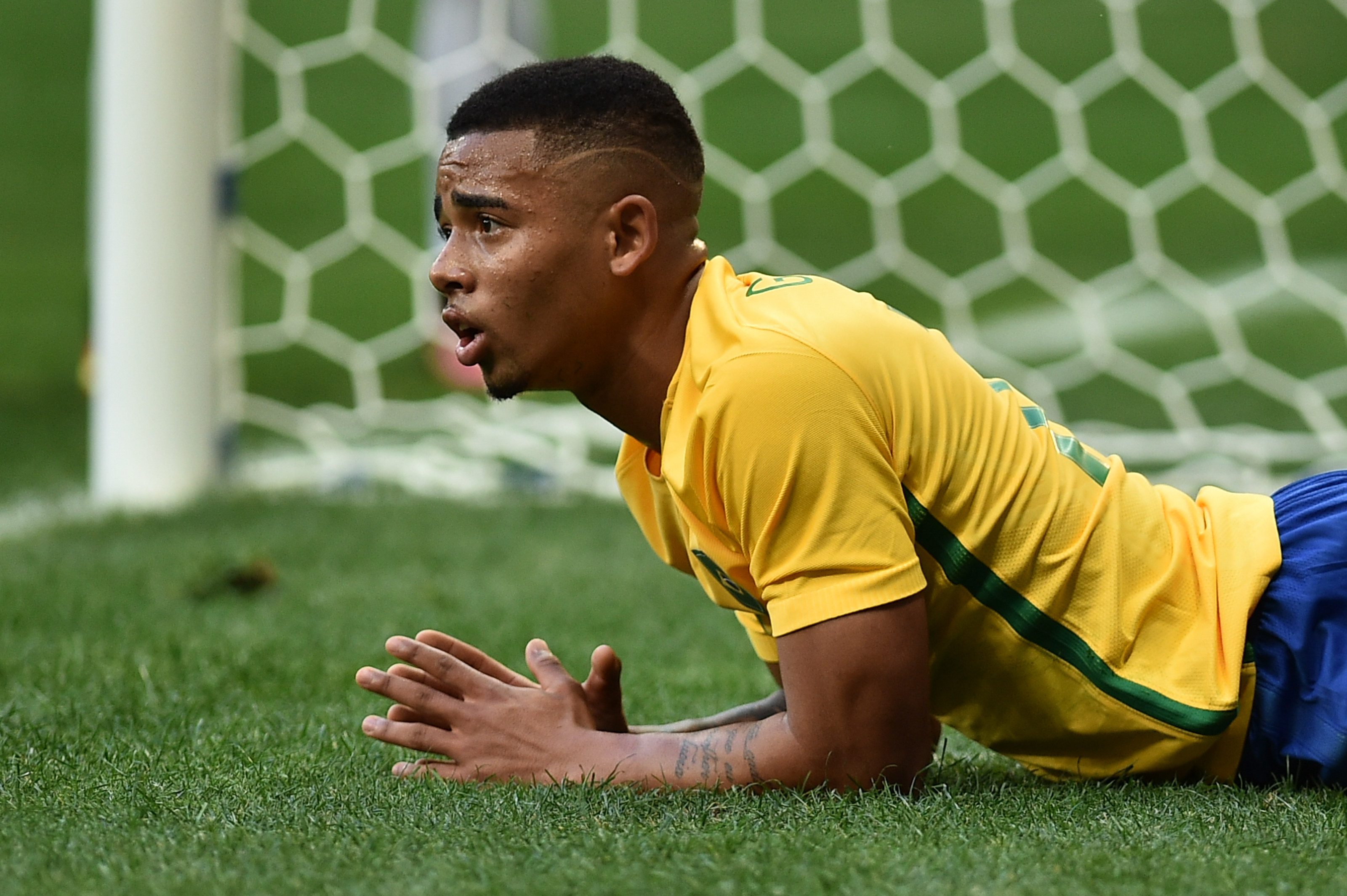
Jesus v brazilském reprezentačním dresu (2016)

Reprezentoval Brazílii na mistrovství světa ve fotbale hráčů do 20 let 2015, kde jeho tým skončil na druhém místě. Na turnaji vstřelil jeden gól v úvodním zápase proti Nigérii. Trenér Rogério Micale ho nominoval do brazilského týmu na olympijský turnaj 2016 na domácí půdě v Riu de Janeiro, kde Brazilci vyhráli zlaté medaile.